# Kékcsőrű gém
A kékcsőrű gém (Ardeola idae) a madarak (Aves) osztályának a gödényalakúak (Pelecaniformes) rendjébe, ezen belül a gémfélék (Ardeidae) családjába és a gémformák (Ardeinae) alcsaládjába tartozó faj.

## Előfordulása
A faj fő költőterülete Madagaszkár szigete. Ezen kívül apróbb kolóniái költenek Réunionon és a Seychelle-szigetekhez tartozó Aldabra atollon is. Költési időszakon kívül olykor vándorutakat tesz meg. Többnyire költési helyéhez közeli területekre, így a Comore-szigetekre vagy Mayotte szigetére vonul, de olykor viszonylag távolabbra is eljut Afrikában. Észlelték már Angola, Burundi, a Kongói Demokratikus Köztársaság, Kenya, Malawi, Mozambik, Ruanda, Szomália, Tanzánia, Uganda, Zambia és Zimbabwe területén is.

## Megjelenése
Testhossza 45-48 centiméter. Tollazata fehér, a csőre kék, a lába vörös színű.